# Girls Go Wild (LP)
Girls Go Wild è un singolo della cantautrice statunitense LP, pubblicato il 17 agosto 2018 come primo estratto dal quinto album in studio Heart to Mouth.
In Italia il singolo è stato pubblicato il 22 marzo 2019 ed è stato il brano più trasmesso dalle radio di quell'anno.

## Video musicale
Il video musicale è stato pubblicato il 22 agosto 2018 sul canale YouTube di Energy TV.

## Classifiche
| Classifica (2019) | Posizione massima |
| ----------------- | ----------------- |
| Belgio (Vallonia) | 52                |
| Italia            | 77                |
| Polonia           | 8                 |
| Slovacchia        | 93                |